# 煎饼盒子
煎饼盒子，用软煎饼作皮儿，放入馅儿，包成半圆形或长方形，再用植物油煎成两面微糊。馅料一般以鸡蛋韭菜为主。煎饼盒子是中国北方地区的著名小吃，类似的还有山东淄博一带的菜煎饼。